# BHS (winkelketen)

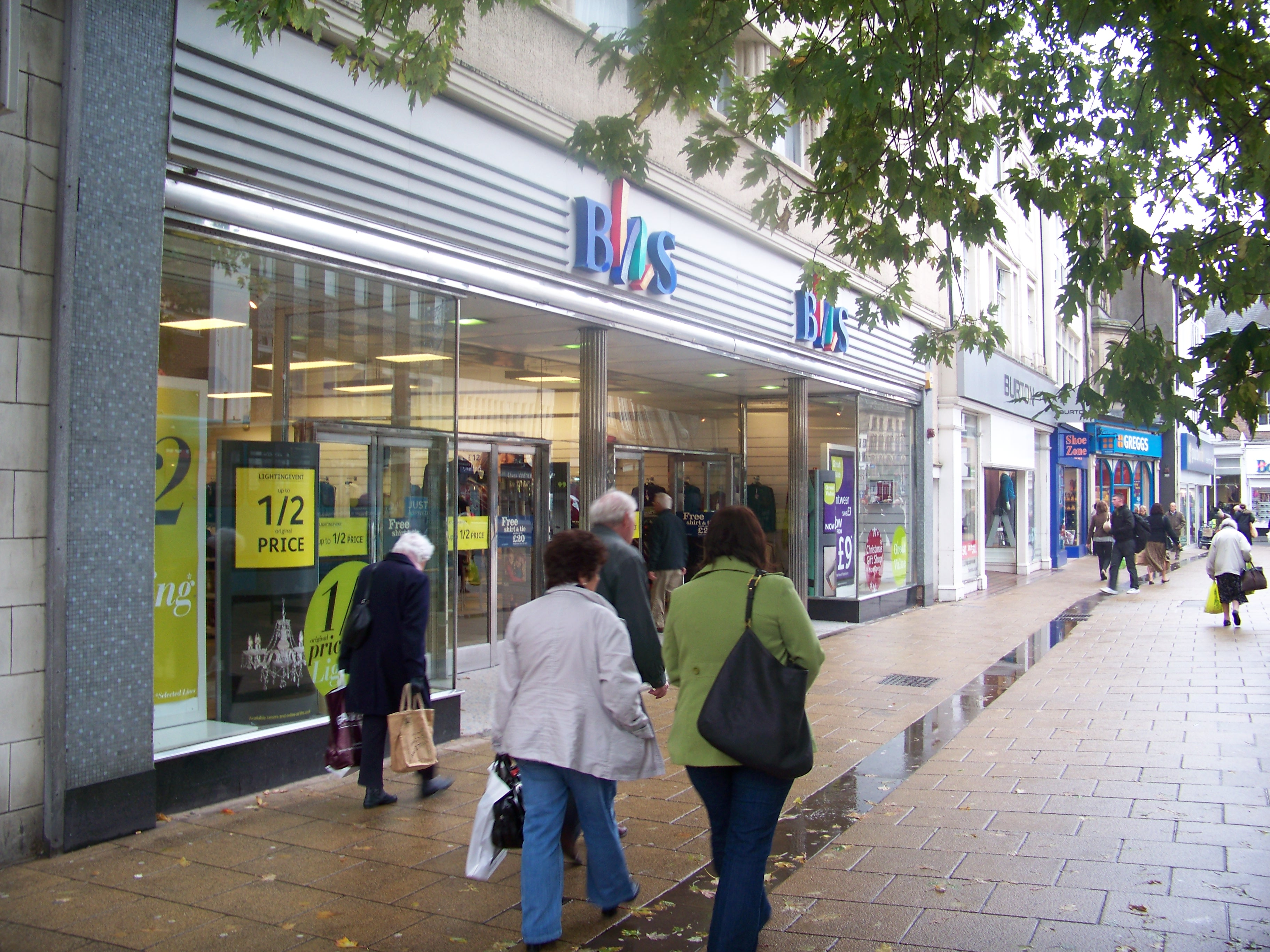
BHS, Darlington.

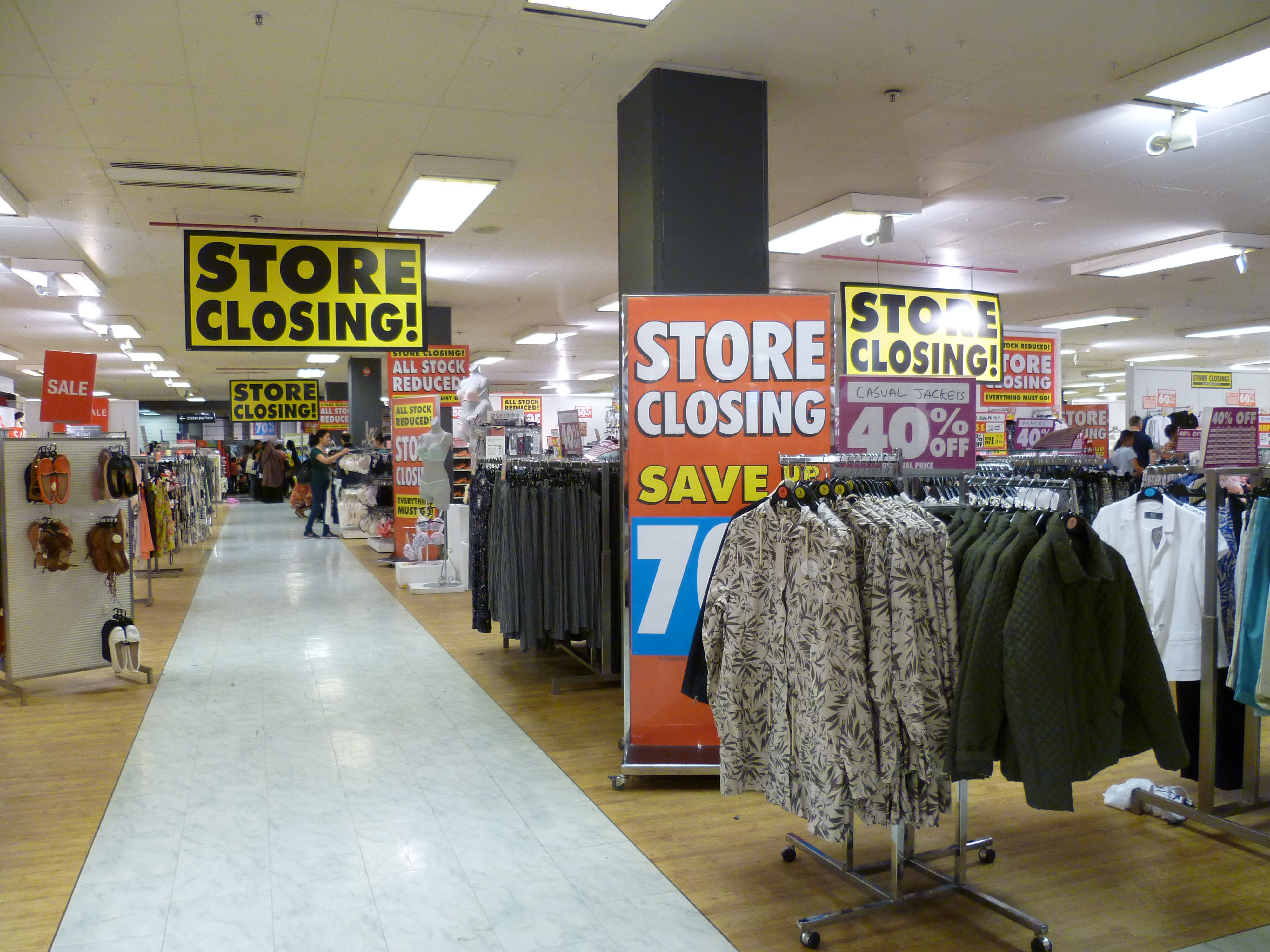
Uitverkoop wegens bedrijfssluiting in Wood Green, Londen, 3 augustus 2016.

British Home Stores (BHS) was een grote Britse keten van warenhuizen die in 2016 failliet ging. Net als de grote concurrent Marks & Spencer verkocht BHS enkel producten van het eigen merk.

## Geschiedenis
BHS werd opgericht door een groep Amerikaanse zakenlieden die het succesvolle concept van Woolworths wilden imiteren. De eerste BHS-winkel opende in 1928 in Brixton, Engeland. In de loop der jaren breidde het bedrijf zich uit met veel filialen in Engeland. In 1985 werd de eerste franchisewinkel buiten Engeland geopend, op Gibraltar. Vervolgens kwamen er ook vestigingen in andere Europese landen, eveneens volgens het franchiseconcept. Samen met supermarktketen Sainsbury's werd SavaCentre opgericht, dat zich richtte op hypermarkten. In 1989 trok BHS zich daaruit terug.
Tot 1986 was de naam 'British Home Stores'. Toen in dat jaar de keten fuseerde met Habitat en Mothercare tot Storehouse plc, werd de naam gewijzigd in BHS en werden een nieuw logo en een nieuw winkelconcept in gebruik genomen.
Sir Philip Green kocht de keten in mei 2000 van Storehouse plc. Green was tevens eigenaar van de Arcadia group waarin hij BHS in 2009 onderbracht. Hij hevelde de winkelketen vervolgens over naar een nieuw bedrijf: BHS Ltd., dat hij op 12 maart 2015 voor het nominale bedrag van 1 pond verkocht aan het consortium Retail Acquisitions Ltd., eigendom van de zakenman en voormalige autocoureur Dominic Chappell.

## Faillissement

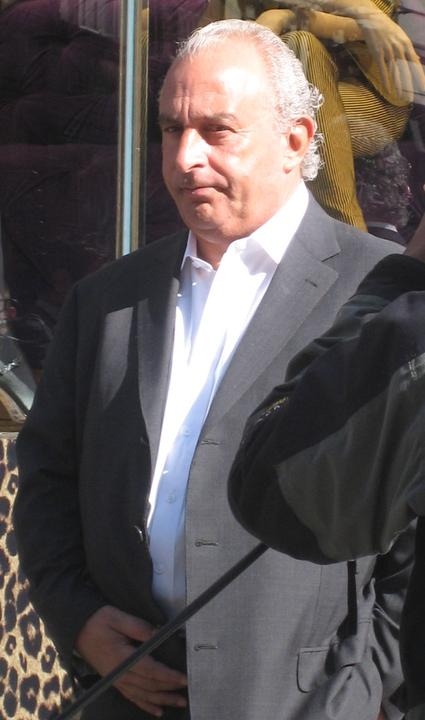
BHS-eigenaar Sir Philip Green

Op 25 april 2016 werd bekendgemaakt dat de keten surseance van betaling had aangevraagd, omdat het niet gelukt was de 60 miljoen pond bijeen te krijgen waarmee de toekomst van het bedrijf veilig kon worden gesteld. Er werd vergeefs naar een koper gezocht, maar op 2 juni 2016 werd het faillissement over BHS uitgesproken. Dit leidde tot het ontslag van 11.000 werknemers, die ook hun pensioenrechten verloren. Wel werden aan de leidinggevenden in het geheim bonussen uitgekeerd tot een totale waarde van 2 miljoen pond. In de zomer van 2016 werden de BHS-winkels in fasen gesloten. De website en de winkels in het buitenland werden verkocht aan de Al Mana Group in Qatar.
In een rapport van een commissie van Lagerhuisleden werd het optreden van Sir Philip Green sterk bekritiseerd, hoewel hij binnen de grenzen van de wet had geopereerd. De winkelketen zou ten prooi zijn gevallen aan zijn persoonlijke geldzucht. Ondanks het verlies van 571 miljoen pond hadden Green en zijn familie 586 miljoen pond geïncasseerd. Hij had de belastingen omzeild door constructies waarbij zijn vrouw Lady Tina Green nominaal eigenaar was van zijn bedrijven. Chappell, die al twee keer eerder failliet was gegaan, had geprobeerd miljoenen ponden aan het noodlijdende bedrijf te onttrekken. Voor de pensioenrechten van de ontslagen werknemers was nog geen oplossing gevonden.
In een reactie liet premier Theresa May weten dat het handelen van Sir Philip Green duidelijk maakte dat een hervorming van het kapitalisme nodig is. Op 20 oktober 2016 nam het Lagerhuis een motie aan om hem vanwege zijn handelen met BHS de titel van "Sir" te ontnemen, die hem verleend was vanwege zijn verdiensten voor de detailhandel. Labourleider Jeremy Corbyn pleitte voor een "Philip Green-wet" om te voorkomen dat bedrijven dezelfde weg zouden gaan als BHS.